# Siergiej Czerniecki
Siergiej Czerniecki (ros. Сергей Витальевич Чернецкий, ur. 9 kwietnia 1990 w Siertołowie) – rosyjski kolarz szosowy i torowy.
Dwukrotny mistrz Europy do lat 23 w kolarstwie torowym w drużynowym wyścigu na dochodzenie. Najlepsze wyniki na szosie zanotował w 2013 roku. Wygrał wyścig w Norwegii Tour des Fjords, był czwarty w wyścigu Dookoła Austrii. Startował też w Tour de Pologne 2013, zajmując 18. miejsce w klasyfikacji generalnej.

## Najważniejsze osiągnięcia

### kolarstwo torowe
2010
- 1. miejsce w mistrzostwach Europy (do lat 23, wyścig druż. na dochodzenie)

2011
- 1. miejsce w mistrzostwach Europy (do lat 23, wyścig druż. na dochodzenie)
- 2. miejsce w mistrzostwach Europy (do lat 23, wyścig ind. na dochodzenie)
- 3. miejsce w mistrzostwach Rosji (wyścig druż. na dochodzenie)

### kolarstwo szosowe
2010
- 1. miejsce w Tour de Palencia

2012
- 1. miejsce na 6. etapie Giro della Valle d’Aosta
- 4. miejsce w Tour de l’Avenir
- 2. miejsce w mistrzostwach Rosji (do lat 23, jazda ind. na czas)
- 2. miejsce w GP Citta di Camaiore

2013
- 1. miejsce w Tour des Fjords
  - 1. miejsce na 1. i 3. (TTT) etapie
- 4. miejsce w Österreich-Rundfahrt
- 7. miejsce w Vuelta a Burgos

2014
- 3. miejsce w GP Miguel Indurain

2015
- 1. miejsce na 6. etapie Volta Ciclista a Catalunya

2018
- 1. miejsce w Arctic Race of Norway
- 3. miejsce w Tour of Guangxi